# Tschiertschen-Praden
Tschiertschen-Praden é uma comuna da Suíça, situada na região de Plessur, no cantão de Grisões. Tem 27,74 km² de área e sua população em 2018 foi estimada em 305 habitantes.
Foi criada em 1 de janeiro de 2009, a partir da fusão das antigas comunas de Praden e Tschiertschen.